# Château de Camy
Pour les articles homonymes, voir Camy.
Le Château de Camy est situé dans le Quercy au hameau de Camy sur la commune de Luzech dans le département du Lot en région Occitanie

## Histoire
La demeure fut la propriété des Chapt de Rastignac. Cette famille originaire du Limousin avait hérité en Quercy des biens des barons de Luzech, en 1600, grâce au mariage de Jacquette de Ricard de Gourdon, veuve de Jean II de Luzech, avec Jean Chapt de Rastignac. Celui-ci, attaché au service de Louis XIII, puis de Louis XIV, évita au bourg de Luzech les aléas de la Fronde.
En 1617, la terre de Rastignac fut érigée en marquisat, et Jean devint maréchal de camp. Dans une lettre à lui adressée, Louis XIII écrivit : "(...) Je vous ay toujours en la considération que vous méritez. Sur ce, je prie Dieu, Monsieur le comte, de vous avoir en Sa Sainte Garde." Ancienne Borie, c'est-à-dire, en Quercy, métairie, le château de Camy fut une résidence secondaire des Rastignac, où ils vécurent lors de leurs séjours à Luzech. En effet, le château ancestral des Barons était depuis longtemps complètement ruiné. Ils possédèrent Luzech jusqu'au milieu du XVIIIe siècle.
Leur descendant, Alfred de la Rochefoucauld, dont la mère était née Zénaïde de Rastignac, vendra tous les biens de la famille, et cédera à la commune ce qui restait du château des barons. Le château de Camy connaîtra ensuite différents propriétaires, puis sera divisé en deux demeures : l'aile gauche et l'aile droite. Cette seconde est la plus importante, avec communs, forêt et grand verger sur le Lot ; elle porte toujours le nom de château de Camy et fut rachetée en 2021 par ses hôtes actuels.

## Description

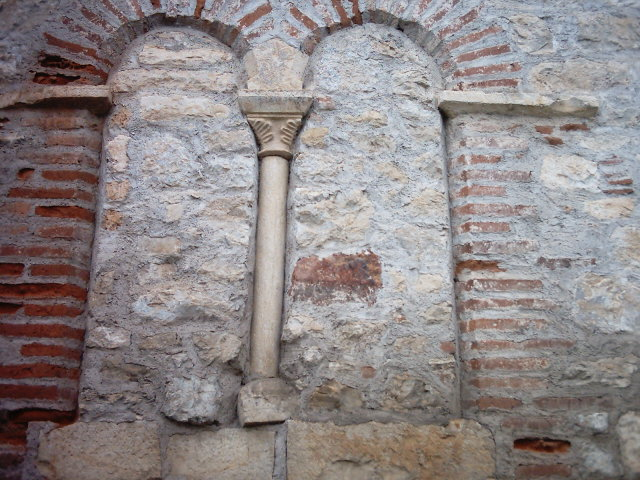

Le bâtiment, partiellement enterré dans le remblai de la route, est en équerre, recouvert d'ardoises noires, particularité de la région et reconnaissable à des kilomètres vu du ciel. Une tour carrée est accolée à l'angle est. Le petit corps de logis situé à droite est chapeauté d'une toiture à la Mansart. Il conserve une belle fenêtre géminée ornée d'un chapiteau à palmettes.
Sur l'autre corps de logis, on peut remarquer le vestige d'une fenêtre trilobée, ce qui indique la présence d'un bâtiment remontant au XIVe siècle, qui fut complètement remanié au XVIIIe siècle.
Les armes des Chapt de Rastignac étaient D'azur au lion d'argent, armé, lampassé et couronné d'or, leur devise : In Domino Confido (Laissez dire).
La fenêtre géminée a été démurée à la fin du siècle dernier.